# Twelfth Night (zespół muzyczny)
Twelfth Night, brytyjski zespół, grający rock neoprogresywny, działał w latach 1978–1987. W roku 2007 reaktywował się i gra do dziś.

## Skład
- Andy Revell - gitara
- Geoff Mann - śpiew (1978-1980 i 1981-1983, zm. 1993)
- Brain Devoil - perkusja
- Rick Battersby - klawisze (1978-1981 i 1983-1987)
- Clive Mitten - bas, klawisze
- Andy Sears- wokal (1983-1986)

## Dyskografia
- 1981 - Live At The Target (album koncertowy, instrumentalny)
- 1982 - Fact And Fiction
- 1983 - Live And Let Live (Live At The Marquee, album koncertowy, voc-Mann)
- 1984 - Art And Illusion (vocal- Sears)
- 1986 - Twelth Night (voc- Sears)
- 1991 - Collectors Item (składanka)